# Zaïtseve
Zaïtseve (ukrainien : Зайцеве, russe : За́йцево, Zaïtsevo) est une commune villageoise de type urbain située en Ukraine dans l'oblast de Donetsk et le raïon de Bakhmout. Elle fait partie depuis 2014 de la république populaire de Donetsk sous l'administration de Horlivka ; sauf une partie nord du territoire de la commune sous le contrôle disputé de l'armée ukrainienne.

## Géographie
Le village s'étend sur 1 479 hectares sur 10 km du nord au sud le long de la rivière Bakhmoutka, le centre se trouvant sur une colline. Il se trouve à 5 km de la gare ferroviaire de Nikitovka (au sud), à 18 km au nord du centre-ville de Gorlovka et à 49 km de Donetsk. Elle est limitrophe à l'ouest de la commune urbaine de Holmivskyï. Au nord et au sud se trouvent des forêts avec une faune sauvage variée.

## Histoire
Ce village s'est formé par les cosaques zaporogues en 1776. Il prend le nom de Nikitovka en 1785. Il fait partie du gouvernement d'Ekaterinoslav avant les réformes territoriales de Lénine. Il obtient le statut de commune de type urbain en 1938.
Depuis 2014, dans le cadre de la guerre russo-ukrainienne, le village fait l'objet de bombardements et de combats entre les forces séparatistes pro-russes de la république populaire de Donetsk et les forces armées de la fédération de Russie et les Forces armées de l'Ukraine.
Le village, qui était disputé entre les belligérants, est totalement occupé par les troupes russes le 7 octobre 2022.

## Population
| Année | Nombre d'habitants |
| ----- | ------------------ |
| 1859  | 3664               |
| 1885  | 4298               |
| 1897  | 5713               |
| 1908  | 6984               |
| 1939  | 7020               |
| 1959  | 7189               |
| 1970  | 6689               |
| 1979  | 5577               |
| 1987  | 5800               |
| 1989  | 4992               |
| 1992  | 5000               |
| 1998  | 4600               |
| 2001  | 4017               |
| 2004  | 3900               |
| 2009  | 3589               |
| 2010  | 3563               |
| 2011  | 3523               |
| 2012  | 3498               |
| 2013  | 3459               |
| 2014  | 3346               |

Selon le recensement de 2001, 93,15 % de la population a le russe comme langue maternelle et 6,48 % l'ukrainien.

## Personnalités
- Mark Reizen (1895-1992), chanteur d'opéra